# Vasilena Amzina
Vasilena Amzina (Bulgaria, 29 de junio de 1942) es una atleta búlgara retirada especializada en la prueba de 1500 m, en la que consiguió ser medallista de bronce europea en pista cubierta en 1972.

## Carrera deportiva
En el Campeonato Europeo de Atletismo en Pista Cubierta de 1972 ganó la medalla de bronce en los 1500 metros, corriéndolos en un tiempo de 4:18.84 segundos, tras las soviéticas Tamara Pangelova y Lyudmila Bragina.